# JBL HG 2/2
Die Dampflokomotiven des Typs HG 2/2 wurden ab 1887 von der Eisenbahngesellschaft Jura–Bern–Luzern auf der Brünigbahn eingesetzt. Die Zahnradlokomotiven wurden von der späteren Eigentümern Jura-Simplon-Bahn in fünf Exemplaren nachbestellt. Insgesamt existierten 13 Stück dieses Tenderlokomotiventyps.

## Geschichte
Die Brüniglinie der Jura–Bern–Luzern wies neben den beiden Adhäsionsstrecken von Luzern, resp. Alpnachstad nach Giswil und von Brienz nach Meiringen, eine mit Zahnstangen versehene Bergstrecke von Giswil nach Meiringen auf. Innerhalb dieser Bergstrecke, nämlich von Kaiserstuhl OW bis Lungern und auf der Brünig Passhöhe, konnten die Züge in reinem Reibungsbetrieb verkehren.
Neben Dampflokomotiven für reinen Adhäsionsbetrieb, benötigte die Jura–Bern–Luzern somit auch Lokomotiven für gemischten Adhäsions- und Zahnradantrieb. Dampflokomotiven für eine solche Betriebsform existierten damals kaum. Selbst Vorbilder für reine Zahnradloks waren rar. Die Schweizerischen Lokomotiv- und Maschinenfabrik SLM in Winterthur, wie auch die Maschinenfabrik Esslingen, schlugen zweiachsige Zahnradloks im Stil der Zahnradbahn des Hüttenwerks Wasseralfingen vor. Bestellt wurden schliesslich acht zweiachsige Dampflokomotiven des Typs HG2 (Bzt) bei der Schweizerischen Lokomotiv- und Maschinenfabrik. Sie erhielten die Nummern 351–358.
Die Lokomotiven HG2, respektive später HG 2/2 genannt, waren die ersten Lokomotiven einer öffentlichen Schweizer Bahn mit gemischtem Adhäsions- und Zahnradbetrieb.
Die Nachfolgergesellschaft der JBL, die Jura–Simplon-Bahn, bestellte fünf weitere und bis auf ein Merkmal identische Lokomotiven. Sie setzte die 13 Maschinen neu als HG2 951–963 ein. Nach Verkauf der Jura-Simplon an die SBB erhielten die Dampflokomotiven die endgültige Bezeichnung HG 2/2 und wurden der Serie 1001–1013 zugewiesen.
Zwecks Leistungssteigerung wurden die 13 Lokomotiven ab 1905 nach und nach durch die Lokomotiven HG 3/3 der Serie 1051–1068 ersetzt. Die Ausrangierung dieses Loktyps fand zwischen 1908 und 1912 statt. Während sieben Lokomotiven einen neuen Käufer fanden, wurden die sechs übrigen Maschinen abgebrochen.
Die Lok 358 wurde 1889 auf der Pariser Weltausstellung gezeigt.

## Konstruktion
Die Lokomotiven des Typs HG 2/2 besassen einen Aussenrahmen. Die Zylinder wurden dazu in den Rahmen versetzt. Deren Kraft wirkte über ein Vorgelege auf die Triebzahnradachse. Über Hall’sche Kurbeln und Schlitzkuppelstangen gelangte die Zylinderkraft anschliessend auf die Adhäsionsachsen. Auf Adhäsionsabschnitten fuhr das Triebzahnrad leer mit. Es handelte sich also um einen fest verkuppelten Antrieb. Der Vorgelegeübersetzung wegen war die Höchstgeschwindigkeit im Reibungsbetrieb auf 20 km/h beschränkt. In Zahnstangenabschnitten waren die Lokomotiven für 13 km/h zugelassen.
Gegenüber den G3-Talmaschinen mit Steuerung des Typs Walschaerts, kam bei den HG2 eine Steuerung des Typs Brown zum Einsatz. Zu Beginn waren alle 13 Loks mit einer Dampffederbremse des Typs Klose ausgerüstet. Diese wurde ab 1907 durch die Westinghouse-Druckluft-Differienzialbremse ersetzt.
Für Lokomotiven mit gemischtem Adhäsions- und Zahnradantrieb unüblich, erhielt der Kessel eine Neigung von 60 ‰. In mittlerer Streckenneigung stand er somit waagrecht. Der Kessel musste stets Richtung Berg stehen, was jeweils ein Drehen der Lok auf der Passhöhe oder das Umstellen an einen Gegenzug verlangte. Das Prinzip des geneigten Kessels wurde auch bei den Dampflokomotiven HG 3/3 1–6 auf der benachbarten Berner Oberland Bahnen angewendet.
Als Zug- und Stossvorrichtung kam die Zentralkupplung Typ "Brünig" zum Einsatz, welche bis zum Schluss erhalten blieb.

## Einsatz
Der niedrigen Geschwindigkeit und der Kesselneigung wegen kamen diese Lokomotiven ausschliesslich auf der Bergstrecke Giswil–Meiringen zum Einsatz. Die erste Maschine des Typs HG2 wurden bereits 1887 abgeliefert. Ihre ersten Einsätze fanden noch vor der Eröffnung der Brünigstrecke für den Streckenbau statt.
Da die Anhängelast auf den bis zu 120 ‰ steilen Zahnstangenabschnitten auf 38 t beschränkt war, konnten maximal drei leichte dreiachsige Personenwagen pro Lok mitgegeben werden. Angesichts der auf den Talstrecken länger ausfallenden Kompositionen, mussten die Züge aufgeteilt werden. Auf den Rampen hoch zum Brünigpass kam es zum Betrieb mit Folgezügen. Diese Betriebsform wurde auch bei den später eingesetzten Lokomotiven des Typs HG 3/3 übernommen. Hingegen konnte mit den älteren Lokomotiven des Typs HG 2/2 kein Schiebedienst, das heisst mit am Zugschluss mitarbeitenden Lokomotiven betrieben werden.
Der harte, steife Lauf der HG 2/2 beanspruchte Rahmen und Oberbau. Die tiefen Maximalgeschwindigkeiten waren ein betriebliches Hindernis und der Kohleverbrauch von 16 kg pro Kilometer hoch. Infolge des gewählten Übersetzungsverhältnis neigten die Loks im Reibungsbetrieb zum Schleudern. Aufgrund dieser Schwächen, suchten die jungen Schweizerischen Bundesbahnen einen leistungsstarken Ersatz und die HG 2/2 wurden relativ frühzeitig aus dem Verkehr gezogen.

## Verbleib
Mit der Einführung der neuen HG-3/3-Lokomotiven, wurden die kleinen und schwachen Lokomotiven entbehrlich. Im Jahre 1908 wurde die Ausrangierung mit den Lokomotiven 1001–1006 eingeleitet. Die Maschinen 1007–1009 folgten drei Jahre später. 1912 folgten die letzten vier Maschinen 1010–1013.
Während die Lokomotiven 1004–1009 direkt abgebrochen wurden, fanden die übrigen sieben Lokomotiven einen Käufer.
Die Maschine 1001 fand bei der Società Veneta Ferrovie (SV) im südlichen Nachbarland Italien, auf der Strecke Rocchette–Asiago ihr neues Einsatzgebiet. Zuerst als Baulok eingesetzt, kam die nunmehr als Nummer 10 immatrikulierte Lok auch vor kommerziellen Zügen zum Einsatz. Hierzu wurde die Lok für die Spurweite von 950 mm und das Zahnstangensystem Strub angepasst. Ihre Bauform verlieh ihr dort den Übernamen „la gobba“, zu Deutsch „die Buckelige“. Im Jahr 1927 verkaufte die SV diese Lok weiter nach Kalabrien an die Mediterranea-Calabro-Lucane (MCL). Bis zu ihrem Abbruch im Jahre 1937 wurde die Lokomotive als Nummer 241 zuerst im Depot Catanzaro, danach Bari und zum Schluss in Castrovillari beheimatet.
Die Lok 1002 kam für den Bau dreier Bahnen in die Westschweiz. Die Compagnie de Chemin de fer Monthey – Champéry – Morgins MCM kaufte die Lok 1908 und setzte sie zuerst auf der zu erstellenden Strecke Monthey–Champéry ein. 1911 gelangte die Lok zur Chemins de fer électriques Veveysans CEV, wo sie für den Bau des Zahnstangenabschnitts Blonay–Les Pléiades eingesetzt wurde. Zwei Jahre später half die Lok beim Bau der Chemin de fer Aigle – Le Sépey – Les Diablerets aus, bevor sie 1915 abgebrochen wurde.
Die Nummer 1003 fand bei Orenstein & Koppel in Berlin eine neue Bleibe, welche sie für den Bau der Wendelsteinbahn weiterverkaufte. Kurz vor Eröffnung der elektrischen Zahnradbahn im Jahre 1912, entgleiste die Lok und stürzte den Bahndamm ab. Kleinere Teile der Lok wurden demontiert, der Rest zugeschüttet.
Die Lokomotiven 1010 und 1012 gelangten zur Filderbahn in Stuttgart, wo sie 1922 ausrangiert und abgebrochen wurden.
Die Schweizerische Lokomotiv- und Maschinenfabrik SLM kaufte die Lok 1011 zurück, deren Spuren sich verwischten.
Als jüngste aller Lokomotiven, gelangte die 1013 zuerst zur Société Batignolles in Brig, welche sie als Baulok für den Simplontunnel II einsetzte. Anschliessend fand dieselbe Lok bei der Brig-Furka-Disentis-Bahn als Baulok Verwendung, bevor auch sie schliesslich abgebrochen wurde.
| Liste der HG 2/2 der SBB Brünigbahn |           |            |                  |                   |               | |
| JBL-Nummer                          | JS-Nummer | SBB-Nummer | SLM-Fabriknummer | Ablieferungsdatum | Ausrangierung | Verbleib |
| 351                                 | 951       | 1001       | 478              | 14.10.1887        | 1908          | 1908 Società Veneta Ferrovie SV, dort Nr. 10 1927 Ferrovie Calabro Lucane, dort Nr. 241 1937 Abbruch                                                                             |
| 352                                 | 952       | 1002       | 502              | 18.04.1888        | 1908          | 1908 Compagnie de Chemin de fer Monthey - Champéry - Morgins MCM 1911 Chemins de fer électriques Veveysans CEV 1913 Chemin de fer Aigle - Le Sépey - Les Diablerets 1915 Abbruch |
| 353                                 | 953       | 1003       | 503              | 23.05.1888        | 1908          | 1908 Orenstein & Koppel, später als Baulok am Wendelstein (Brannenburg, Bayern) im Einsatz 1912 Abbruch                                                                          |
| 354                                 | 954       | 1004       | 504              | 06.06.1888        | 1908          | Abbruch |
| 355                                 | 955       | 1005       | 505              | 02.07.1888        | 1908          | Abbruch |
| 356                                 | 956       | 1006       | 558              | 24.04.1889        | 1908          | Abbruch |
| 357                                 | 957       | 1007       | 559              | 05.08.1889        | 1911          | Abbruch |
| 358                                 | 958       | 1008       | 560              | 28.08.1889        | 1911          | Abbruch |
|                                     | 959       | 1009       | 879              | 11.07.1894        | 1911          | Abbruch |
|                                     | 960       | 1010       | 1192             | 09.05.1899        | 1912          | 1912 Filderbahn, Stuttgart 1922 Abbruch |
|                                     | 961       | 1011       | 1193             | 18.05.1899        | 1912          | 1912 Schweizerische Lokomotiv- und Maschinenfabrik SLM Verbleib unbekannt |
|                                     | 962       | 1012       | 1339             | 17.04.1901        | 1912          | 1912 Filderbahn, Stuttgart 1922 Abbruch |
|                                     | 963       | 1013       | 1340             | 27.04.1901        | 1912          | 1912 Société Batignolles in Brig für den Bau des Simplontunnels II Weiterverkauf an die Brig-Furka-Disentis-Bahn und anschliessend Abbruch                                       |